# Хотел Гранд (ТВ серија из 2018)
Хотел Гранд (енгл. Гранд) руска је телевизијска серија која се емитује од 10. септембра 2018. године на мрежи Супер. Представља наставак ситкома Кухиња и Хотел Елеон. Серија говори о комичним и драматичним ситуацијама у колективу хотела „Гранд”..

## Синопсис
Ксенија Завгороднија је студенткиња на Факултету за туризам, амбициозна и склона авантурама. Жели да ради у хотелијерству и једног дана да поседује свој хотел. Али опсесивна жеља Ксјушу не омета само у послу, већ и у учењу. Несрећан сплет околности довео је у питање не само њене планове, већ и даље школовање, што доводи до тога да мора да побегне из свог родног града Барнаула. Она долази у Москву надајући се да ће добити посао у хотелу „Гранд” у коме ради њен отац. Истовремено у хотелу се појављује нови ексцентрични газда, који мења све у хотелу од менаџмента до његовог назива.

## Ликови
- Мила Сиватскаиа као Ксенија Борисовна Завгороднија, собарица хотела „Гранд”, а потом и управница новог еко хотела „Гранд”, Јулијина другарица.
- Александер Ликов као Лев Глебович Федотов, сувласник хотела „Гранд”.
- Александра Кузенкина као Јулија Макаровна Комисарова, собарица хотела „Гранд”, Ксенијина другарица.
- Јекатерина Вилкова као Софија Јановна Толстаја, управник хотела „Гранд”, супруга Михаил Џековича (сезона 1)
- Јелена Ксенофонтова као Елеонора Андрејевна Галанова, власница хотела „Гранд”, тетка Павела Аркадијевича.(сезона 1)
- Милош Биковић као Павел Аркадијевич, нећак Елеоноре Андрејевне из Србије, Ксенијин пријатељ.(сезона 1)
- Григориј Сијатвинда као Михаил Џекович, заменик управника хотела „Гранд”, Софијин супруг
- Олга Кузмина као Анастасија „Настја” Степановна Фомина, директор ресторана „Виктор”, супруга Костје.(сезоне 1 и 2)